# Język międzysłowiański
Język międzysłowiański (medžuslovjansky/меджусловјанскы) – język sztuczny oparty na językach słowiańskich. Został skonstruowany przez zespół językotwórców z różnych krajów jako język pomocniczy, który ma zarazem ułatwić komunikację między Słowianami i służyć jako środek pozwalający osobom nieznającym żadnego języka słowiańskiego porozumiewać się ze Słowianami. Podstawową ideą międzysłowiańskiego jest fakt, że języki słowiańskie są na tyle do siebie zbliżone, że na podstawie wspólnych cech, takich jak słowa i końcówki gramatyczne, można stworzyć język, który jest zrozumiały dla wszystkich. Język międzysłowiański powstał w oparciu o dwa starsze projekty: slovianski z 2006 r. oraz novoslověnsky z 2009 r.
W założeniu swoich autorów międzysłowiański ma być językiem czysto naturalistycznym, składającym się wyłącznie z materiałów istniejących we wszystkich językach słowiańskich lub w większości z nich, nieobejmujących elementów sztucznych. Z tego pryncypium wynika, że międzysłowiański ma trzy rodzaje gramatyczne: męski, żeński i nijaki. Dlatego też międzysłowiański cechuje się pełną deklinacją i pełną koniugacją czasowników, mimo że w większości języków pomocniczych panuje dążność do unikania złożonej fleksji. Mimo to, międzysłowiański jest językiem uproszczonym w tym sensie, że posługuje się prostymi, jednoznacznymi końcówkami i na ogół unika nieregularności. Międzysłowiański jest językiem stale rozwijanym i ulepszanym pod kątem gramatyki, słownictwa oraz konwencji ortograficznych.
Międzysłowiański ma aktywną społeczność użytkowników, zrzeszonych między innymi w grupie facebookowej, do której wpisało się ponad czternaście tysięcy osób. Używany jest w rozmaitych publikacjach, zarówno internetowych, jak i papierowych. Od 2017 roku corocznie odbywa się międzynarodowa konferencja poświęcona językowi międzysłowiańskiemu. Ponadto międzysłowiański odgrywa ważną rolę w filmie Malowany ptak czeskiego reżysera Václava Marhoula, którego światowa premiera odbyła się 3 września 2019 podczas 76. Międzynarodowego Festiwalu Filmowego w Wenecji.

## Powstanie

Flaga języka międzysłowiańskiego

Język ten powstał w marcu 2006 roku pod nazwą slovianski, częściowo jako reakcja na mnogość niesłowiańskich elementów oraz nadmiar rusycyzmów w najbardziej znanym ówcześnie słowiańskim języku pomocniczym, slovio. W latach 2006–2009 slovianski istniał w dwóch odmianach: slovianski-N (opracowany przez Jana van Steenbergena i Igora Polakowa) został rozpoczęty jako język ściśle naturalistyczny, opierający się na materiałach, które zdarzają się w większości języków słowiańskich, podczas gdy slovianski-P (opracowany przez Ondreja Rečnika i Gabriela Svobodę) ograniczał się w gramatyce do zasobów istniejących we wszystkich językach słowiańskich. W praktyce oznaczało to, że slovianski-N dysponował sześcioma przypadkami, gdy slovianski-P w ogóle nie stosował przypadków i zamiast tego posługiwał się przyimkami. Oprócz tych dwóch wariantów (N odnosi się do naturalizmu, P do elementów pidżynowych) istniała jeszcze wersja schematyczna pt. slovianski-S, którą potem jednak porzucono. W grudniu 2009 r. ustalono, że slovianski-N będzie nosił nazwę „slovianski”. W oparciu o slovianski i slovio powstały również dwa inne projekty, rozumio i slovioski. Slovioski w założeniu miał stanowić ulepszoną wersję slovio o bardziej słowiańskiej gramatyce, ale po krótkim czasie jego autorzy zerwali stosunki ze slovio i po dwóch latach dołączyli do projektu slovianski.
W kolejnych latach społeczność rozwijająca język slovianski była ściśle związana ze społecznością, która w 2009 r. stworzyła niemal identyczny język pomocniczy, novoslovienskij (później: novoslověnsky). Ten drugi język, zamiast opierać się na odnajdowaniu podobieństw między istniejącymi językami słowiańskimi, była nowoczesną interpretacją starocerkiewnosłowiańskiego. Oba projekty miały wspólny słownik i dzieliły je jedynie drobne różnice gramatyczne i ortograficzne – znane były pod wspólnym szyldem medžuslovjanski. W 2011 r. opracowana została nowa wersja języka jako kontynuacja obu projektów, obejmując wszystkie różnice w jednym systemie gramatycznym i ortograficznym.
W czerwcu 2017 r., podczas pierwszej międzynarodowej konferencji poświęconej językowi międzysłowiańskiemu powołano pięcioosobową komisję, której zadaniem była całkowita unifikacja obu wersji językowych. Rezultatem była nowa gramatyka pt. medžuslovjansky wspólnego autorstwa Jana van Steenbergena i Vojtěcha Merunki.

## Rozwój i zrozumiałość

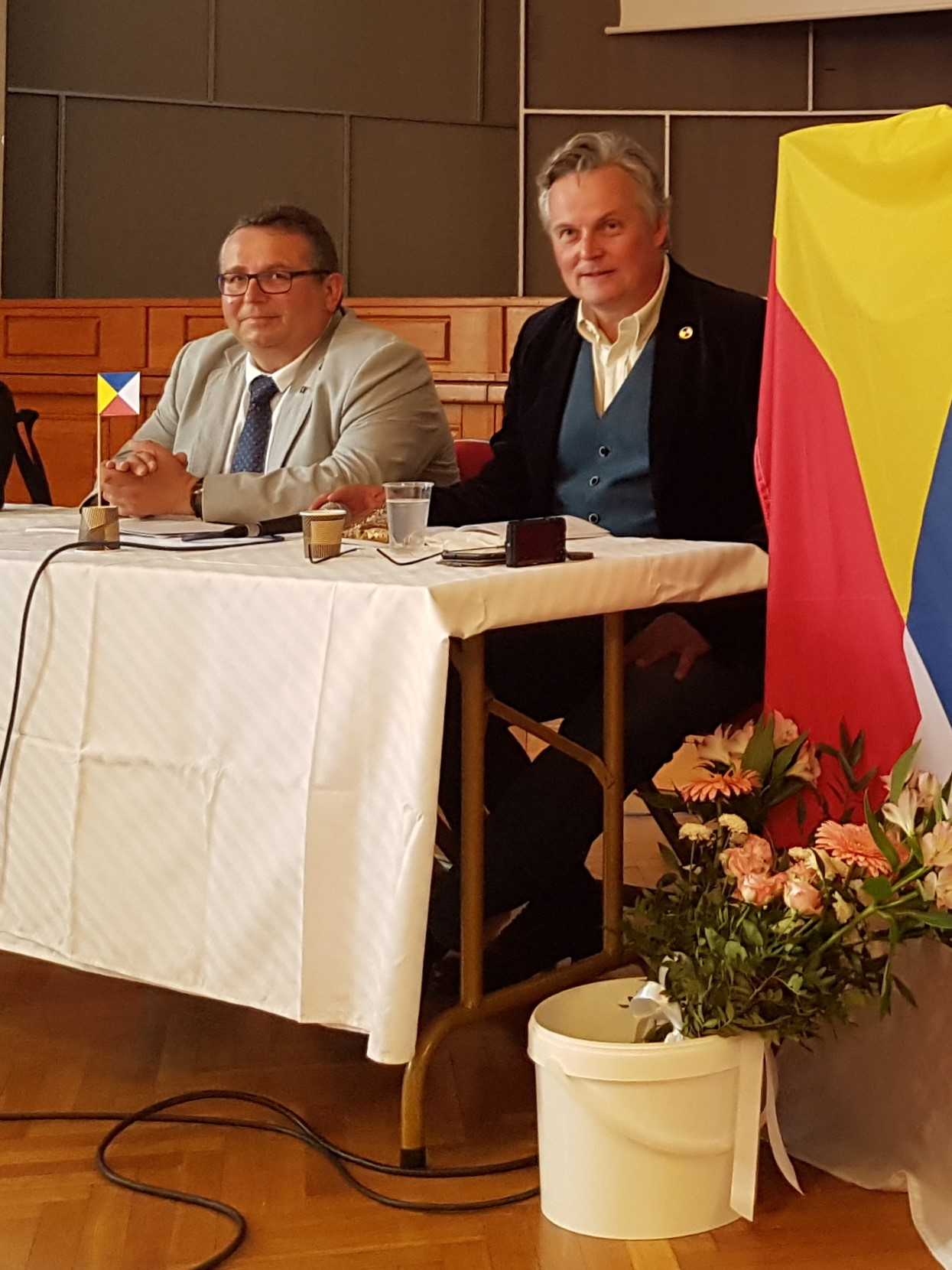
Vojtěch Merunka i Jan van Steenbergen podczas drugiej konferencji poświęconej językowi międzysłowiańskiemu (CISLa 2018)

Język międzysłowiański ciągle się rozwija – w jego propagowaniu mocno udziela się Vojtěch Merunka. W kwietniu 2016 roku został wydany pierwszy numer czasopisma czesko- i słowackojęzycznego „Slovanská Unie”, w którym jednak możliwe jest także pisanie artykułów w języku międzysłowiańskim, przy zachowaniu pisowni możliwie obywającej się bez skomplikowanych znaków diakrytycznych. Razem z pierwszym numerem o temacie „Dny Slovanské Kultury” pojawił się artykuł w języku nowosłowiańskim napisany przez Vojtěcha Merunkę. Następcą czasopisma jest obecnie „Slovjani.info”, którego artykuły są archiwizowane w bazie CEEOL i Bibliotece Narodowej Republiki Czeskiej. W roku 2015 została zorganizowana ankieta internetowa, która miała pokazać stopień zrozumiałości międzysłowiańskiego, w której wzięło udział 1650 osób z różnych części świata. Z ankiety wynika, że zrozumiałość międzysłowiańskiego kształtuje się na poziomie 84%.
W czerwcu 2017 r. odbyła się w czeskiej miejscowości Staré Město pierwsza konferencja poświęcona językowi międzysłowiańskiemu pt. CISLa 2017. W konferencji brało udział 64 uczestników z dwunastu różnych krajów, a wszystkie wykłady były albo prowadzone w międzysłowiańskim, albo tłumaczone na międzysłowiański. W 2018 r. odbyła się druga konferencja. Obecnie międzysłowiańskie środowisko składa się z głównej grupy języka międzysłowiańskiego na Facebooku mającej ponad czternastu tysięcy członków oraz stron i grup pobocznych. Oprócz tego w Internecie można znaleźć m.in. stronę Jana van Steenbergena z różnymi narzędziami, opisem standardowej gramatyki, oraz słownikami mającymi obecnie po ok. 18 000 unikalnych haseł, projekt Medžuslovjansky Vikisbornik posiadający zbiór ok. 150 różnych tekstów, materiałów do nauki, tłumaczeń, cytatów i innych, projekt Medžuviki działający na wzór Wikipedii, dwa portale informacyjne i pomniejsze lub nieaktywne projekty. Dostępne są także książki: zbiorowa antologia międzysłowiańskiego, Mały Książę oraz podręcznik. Z międzysłowiańskiego korzysta także naukowe czasopismo „Ethnoentomology”.

## Alfabet
Międzysłowiański może być zapisywany za pomocą różnych pisowni. Główną zasadą jest to, by każdy Słowianin mógł pisać po międzysłowiańsku na własnej klawiaturze. Dlatego jego autorzy opracowali dwie standardowe ortografie, jedną na podstawie alfabetu łacińskiego z haczkami, drugą zaś na podstawie cyrylicy, przeważnie serbskiej. Dla liter brakujących na niektórych klawiaturach autorzy proponują alternatywną pisownię.
| łaciński        | A   | B | C  | Č     | D | DŽ         | E   | Ě   | F | G   | H | I   | J | K | L   | LJ   | M | N | NJ   | O   | P | R | S | Š     | T | U | V   | Y   | Z | Ž       |
| łaciński (alt.) |     |   |    | CZ CX |   | DŻ DZS DZX |     | E   |   |     |   |     |   |   |     | Ĺ    |   |   | Ń    |     |   |   |   | SZ SX |   |   |     | I   |   | Ż ZS ZX |
| cyrylica        | А   | Б | Ц  | Ч     | Д | ДЖ         | Е   | Є   | Ф | Г   | Х | И   | Ј | К | Л   | Љ    | М | Н | Њ    | О   | П | Р | С | Ш     | Т | У | В   | Ы   | З | Ж       |
| cyrylica (alt.) |     |   |    |       |   |            |     | Ѣ Е |   |     |   |     | Й |   |     | ЛЬ   |   |   | НЬ   |     |   |   |   |       |   |   |     | И   |   |         |
| wymowa          | ɑ a | b | t͡s | t͡ʃ t͡ʂ | d | d͡ʒ d͡ʐ      | ɛ e | jɛ  | f | g ɦ | x | i ɪ | j | k | l ɫ | lʲ ʎ | m | n | nʲ ɲ | o ɔ | p | r | s | ʃ ʂ   | t | u | v ʋ | ɪ ɨ | z | ʐ ʒ     |

Ponieważ międzysłowiański nie jest językiem etnicznym, wymowa i akcent nie podlegają ścisłym regułom. Istnieje jednak wersja „domyślna” każdego słowa wraz z unikalną ortografią oraz proponowaną standardową wymową w IPA, tworzoną w taki sposób, by była jak najbardziej „pośrodku” wymowy występującej w językach żywych z różnych rodzin. W tym celu utworzone zostały dodatkowe, opcjonalne litery, które mogą wpływać na wymowę oraz/lub zawierać informacje etymologiczne (tzw. alfabet etymologiczny). Litery te pochodzą częściowo z różnych języków słowiańskich. Korzystanie z tych liter stanowi drugi poziom ortografii, podczas gdy na pierwszy składają się jedynie litery podane w tabeli powyższej. Mimo iż podstawowy zestaw liter w pełni wystarcza do zapisywania języka, dynamiczny słownik międzysłowiańsko-polski posiada opcję wyświetlania ortografii stopnia drugiego w celu uniknięcia nieścisłości. Chociaż dla większości liter z tej rozszerzonej pisowni istnieją też odpowiedniki cyrylickie (np. ѫ, ђ), odradza się ich używanie ze względu na brak zrozumiałości dla Słowian nieznających tychże liter.
| znaki opcjonalne | Å | Ć  | D́    | Đ  | Ė   | Ę  | Ĺ    | Ń    | Ȯ   | Ŕ    | Ś    | T́    | Ų   | Ź    |
| wymowa           | ɒ | t͡ɕ | dʲ ɟ | d͡ʑ | ɛ ǝ | jæ | lʲ ʎ | nʲ ɲ | ə ʌ | rʲ r̝ | sʲ ɕ | tʲ c | o ʊ | zʲ ʑ |

| stopień pierwszy | smutni | ris | dnes | mekki  | svez    | krava | jarmo  | dozsd  | aktualnost | czest | czlanok          | reszenje |
| stopień drugi    | smųtny | ryś | dneś | mękky  | svęź    | kråva | jaŕmo  | dȯžd́   | aktuaĺnost́ | čęst́  | članȯk           | rěšeńje  |
| znaczenie        | smutny | ryś | dziś | miękki | związek | krowa | jarzmo | deszcz | aktualność | część | członek, artykuł | decyzja  |

## Słownictwo
Słowa w języku międzysłowiańskim powstają na podstawie porównywania słów w językach słowiańskich, które są podzielone na sześć grup:
- rosyjski
- ukraiński i białoruski
- polski
- czeski i słowacki
- słoweński, serbski, chorwacki i bośniacki
- bułgarski i macedoński

Grupy te są traktowane równo. Aby wejść do słownika międzysłowiańskiego, słowo powinno być zrozumiałe dla użytkowników maksymalnej liczby wyżej wymienionych grup. Właściwa forma jest ustalona nie tylko na podstawie frekwencji danego słowa we współczesnych językach słowiańskich, lecz również na podstawie regularnej derywacji z prasłowiańskiego, aby zapewnić spoistość wewnętrzną.
| Międzysłowiański | Międzysłowiański | rosyjski    | ukraiński       | białoruski   | polski   | kaszubski | górnołużycki | czeski | słowacki | słoweński | chorwacki | serbski   | macedoński | bułgarski |
| ---------------- | ---------------- | ----------- | --------------- | ------------ | -------- | --------- | ------------ | ------ | -------- | --------- | --------- | --------- | ---------- | --------- |
| člověk           | чловєк           | человек     | чоловік, людина | чалавек      | człowiek | czôłwiek  | čłowjek      | člověk | človek   | človek    | čovjek    | човек     | човек      | човек     |
| pes              | пес              | пёс, собака | пес, собака     | сабака       | pies     | pies      | pos, psyk    | pes    | pes      | pes       | pas       | пас       | пес, куче  | пес, куче |
| dom              | дом              | дом         | дім             | дом          | dom      | dóm       | dom          | dům    | dom      | dom, hiša | dom, kuća | дом, кућа | дом, куќа  | дом, къща |
| kniga            | книга            | книга       | книга           | кніга        | książka  | ksążka    | kniha        | kniha  | kniha    | knjiga    | knjiga    | књига     | книга      | книга     |
| noč              | ноч              | ночь        | ніч             | ноч          | noc      | noc       | nóc          | noc    | noc      | noč       | noć       | ноћ       | ноќ        | нощ       |
| pismo            | писмо            | письмо      | лист, письмо    | пісьмо, ліст | list     | lëst      | list         | dopis  | list     | pismo     | pismo     | писмо     | писмо      | писмо     |
| veliky           | великы           | большой     | великий         | вялікі       | wielki   | wiôldżi   | wulki        | velký  | veľký    | velik     | velik     | велик     | голем      | голям     |
| novy             | новы             | новый       | новий           | новы         | nowy     | nowi      | nowy         | nový   | nový     | nov       | nov       | нов       | нов        | нов       |

## Tekst przykładowy
Ojcze nasz w dwóch głównych pisowniach:
| Alfabet łaciński | Cyrylica |
| --- | --- |
| Otče naš, ktory jesi v nebesah, nehaj sveti se ime Tvoje. Nehaj prijde kraljevstvo Tvoje, nehaj bude volja Tvoja, kako v nebu tako i na zemji. Hlěb naš vsakodenny daj nam dnes, i odpusti nam naše grěhy, tako kako my odpuščajemo našim grěšnikam. I ne vvedi nas v pokušenje, ale izbavi nas od zlogo. Ibo Tvoje jest kraljevstvo i moč, i slava, na věky věkov. Amin. | Отче наш, кторы јеси в небесах, нехај свети се име Твоје. Нехај пријде краљевство Твоје, нехај буде воља Твоја, како в небу тако и на земји. Хлєб наш всакоденны дај нам днес, и одпусти нам наше грєхы, тако како мы одпушчајемо нашим грєшникам. И не введи нас в покушенје, але избави нас од злого. Ибо Твоје јест краљевство и моч, и слава, на вєкы вєков. Амин. |

## Liczby 1-10
| Liczebniki | Medžuslovjansky | Меджусловјанскы |
| ---------- | --------------- | --------------- |
| 1          | jedin           | једин           |
| 2          | dva             | два             |
| 3          | tri             | три             |
| 4          | četyri          | четыри          |
| 5          | pet / pęť       | пeт / пѧть      |
| 6          | šest / šesť     | шест / шесть    |
| 7          | sedm            | седм            |
| 8          | osm             | осм             |
| 9          | devet / devęť   | девeт / девѧть  |
| 10         | deset / desęť   | десeт / десѧть  |

## Źródła
- Панславизм не умер окончательно. onu.edu.ua. [zarchiwizowane z tego adresu (2016-03-05)]. Uniwersytet Narodowy w Odessie im. I.I. Miecznikowa.
- Трошки про штучні мови: панслов'янська мова. Narodna Prawda, 22.08.2009.
- Н. М. Малюга, „Мовознавство в питаннях і відповідях для вчителя й учнів 5 класу”, w: Філологічні студії. Науковий вісник Криворізького державного педагогічного університету. Збірник наукових праць, випуск 1 (Krywyj Rih, 2008), s. 147.
- Алина Петропавловская, Славянское эсперанто. Европейский русский альянс, 23.06.2007.
- Marko Prelević, Slovijanski da svako razume, Večernje Novosti, 18.02.2010.
- Języki, które mają zrozumieć wszyscy Słowianie. ahistoria.pl. [zarchiwizowane z tego adresu (2014-10-12)]. Ahistoria.pl, 12.05.2010.